# 遠藤貴人
遠藤 貴人（えんどう たかひと、1980年6月24日 - ）は、福島県鮫川村出身の元競輪選手、同村村議会議員。競輪選手時代は、日本競輪選手会福島支部所属。日本競輪学校（当時。以下、競輪学校）第88期生。師匠は班目秀雄（24期）。

## 来歴
福島県立白河高等学校を経て競輪学校に入学。競輪学校での在校競走成績は25位（15勝）。
2003年7月5日、青森競輪場でデビューし、初日で初勝利となった。
過去にS級の在籍経験はあるが、GIIないし相当大会以上への出場実績はない。
2015年に執行された、統一地方選挙の鮫川村村議会議員選挙で当選し、これをきっかけに競輪選手の引退を表明した。
6月18日いわき平競輪場でのレースを最後に引退となった。
2015年7月2日、選手登録消除。通算戦績は928戦115勝（優勝5回）。